# Transdanubio
Al termine Transdanubio (in ungherese Dunántúl) si possono attribuire due significati, entrambi riferibili alla stessa entità fisica:
1. la regione geografica dell'Ungheria occidentale compresa fra il fiume Danubio a est ed a nord, i fiumi Drava e Mura a sud, e le ultime propaggini delle Alpi orientali ad ovest (lungo il confine fra l'Ungheria e l'Austria);
2. il raggruppamento di regioni dell'Ungheria occidentale corrispondente al livello 1 (detto NUTS 1) usato a fini statistici dall'Unione europea.

## Geografia

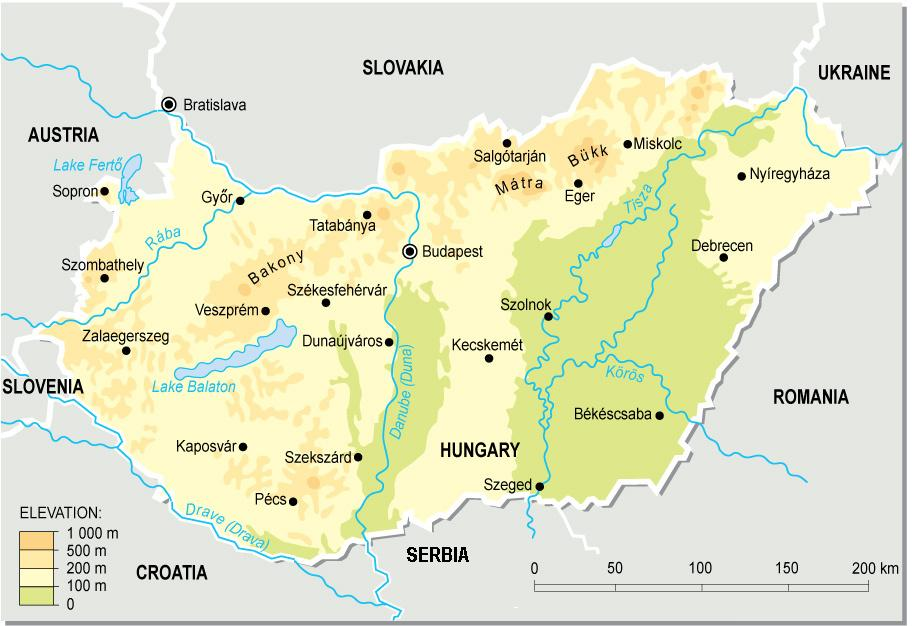
Mappa geografia fisica dell'Ungheria

Il Transdanubio costituisce la parte occidentale del bacino pannonico. Occupa un territorio di circa 37000 km², comprendendo oltre un terzo dell'intero territorio ungherese. Esso è composto da un certo numero di subregioni assai diverse fra loro:
- il Kisalföld o Piccolo Alföld a nord (di cui solo la parte meridionale appartiene all'Ungheria, mentre quella settentrionale fa parte della Slovacchia),
- la Selva Baconia (Bakony) e la zona del lago Balaton, al centro
- il Transdanubio meridionale a sud.

### Kisalföld
Il Kisalföld è una zona perlopiù pianeggiante di circa 8000 km² costituita dalla pianura della Rába e delimitata dal Danubio a nord e dai monti della Selva Baconia a sud. Nella parte nord alla confluenza della Rába nel Danubio è tuttora presente una zona paludosa. Al confine con l'Austria nella parte più bassa del territorio si trova il lago di Neusiedl (in ungherese Fertő-tó), di cui solo la parte meridionale in territorio ungherese. Nella zona più occidentale al confine con l'Austria il terreno si rialza in corrispondenza delle propaggini delle Alpi orientali. I rilevi più alti di questa zona sono i massicci di Sopron (557 m) e di Köszeg (883 m), facenti parti delle Alpokalja, che anche se di modesta altitudine, dominano le colline circostanti.

### Selva Baconia

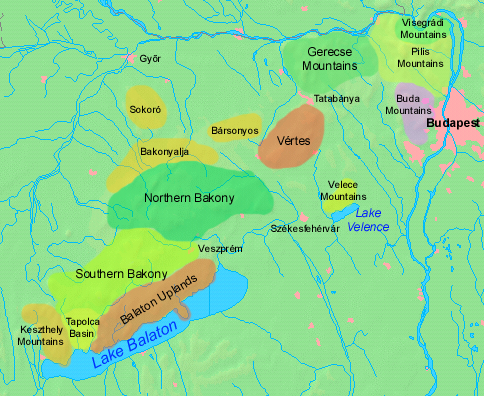
Selva Baconia ed altri monti del Transadanubio

La Selva Baconia (in ungherese Bakony o Bakonyerdő, in tedesco Bakonywald) è un complesso di rilievi posto tra il fiume Rába ed il lago Balaton, che costituisce una specie di collegamento fra le Alpi e i Carpazi. È suddiviso in Selva Baconia meridionale e settentrionale da una linea immaginaria che passa attraverso Várpalota-Veszprém-Ajka-Devecser. La cima più alta è il Kőris-hegy (706 m) nella parte settentrionale, mentre il Kab-hegy (599 m) è il monte più alto della catena meridionale.
Il territorio della Selva Baconia ha una morfologia molto varia che alterna profonde valli con pianori ondulati. Sono frequenti fenomeni carsici dovuti alle rocce calcaree. A nord-est, in direzione di Budapest vi sono i gruppi di monti di Vértes, di Gerecse, di Pilis e le colline di Buda, sovrastanti la capitale.
A 20 km a nord di Veszprém si trova il paese di Zirc detto anche la Capitale della Selva Baconia a causa della sua posizione al centro della Selva Baconia settentrionale: vi si trova il Museo della Selva Baconia in cui si possono trovare animali, piante e minerali della zona.

### Lago Balaton
Il lago Balaton si trova al centro della regione transdanubiana, tra il margine sudorientale della Selva Baconia, la regione collinare di Somogy e la campagna del Mezőföld. Ha una superficie 594 km² ed è quindi il più grande lago dell'Europa centrale. La riva meridionale del lago è pianeggiante e sede di numerosi impianti termali e di balneazione, quella settentrionale è lambita dalle propaggini della Selva Baconia e dai vigneti del Badacsony che costituiscono un'importante risorsa economica della zona insieme alla pesca.

### Transdanubio meridionale
Il Transdanubio meridionale è un'area di circa 14000 km² delimitata a nord dal Balaton, a ovest e sud dalla Drava e ad est dal Danubio.
La regione pianeggiante compresa tra il lago Balaton e la sponda destra del Danubio viene detta Mezőföld.
Occupa la parte meridionale del comitato di Fejér e del comitato di Tolna.
In questa area è molto sviluppata l'agricoltura con coltivazioni di cereali e barbabietole da zucchero. Il centro principale è Székesfehérvár.
Nella zona ad ovest, fra il Balaton e la Drava, corrispondente al comitato Somogy, si trova la parte centrale delle colline transdanubiane. È costituita da due zone: quella a nord, detta Somogy esterno, e quella a sud, detta Somogy interno.
Nella valle al centro delle due zone si trova la città di Kaposvár.
Quest'area è fittamente ricoperta da boschi ed il suo clima diventa più continentale man mano che ci si muove verso est.
La parte più a sud, occupata dal comitato Baranya, ha un territorio piuttosto vario.
La parte orientale è abbastanza pianeggiante, mentre la parte centrale è caratterizzata dalla presenza del rilievo collinare dei Monti Mecsek (683 m) ai cui piedi, nel versante sud, sorge la città di Pécs.
A sud dei Mecsek, tra questi e la Drava, si trova la zona collinare di Villány (442 m).
La zona ha un clima submediterraneo che ben si presta alla colture agricole in generale ed a quella della vite in particolare. La zona è inoltre ricca di minerali quali carbone e uranio.

## Raggruppamento regioni a livello NUTS 1

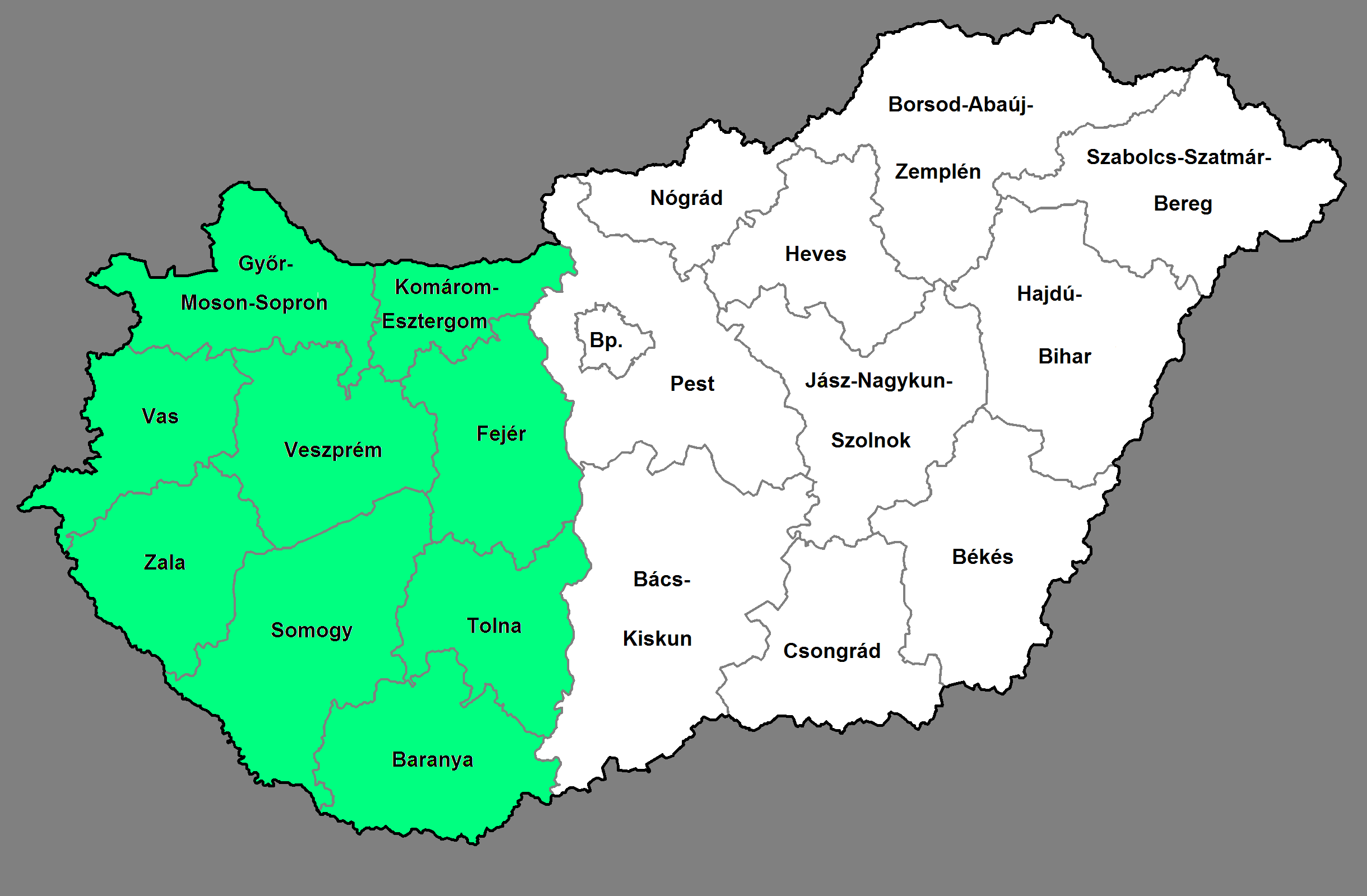
Transdanubio (NUTS 1) e relative contee (NUTS 3)

Il Transdanubio è un raggruppamento territoriale europeo di livello 1 (NUTS 1) del territorio ungherese.
Questo raggruppamento è composto al secondo livello (NUTS 2) delle regioni ungheresi di:
- Transdanubio Centrale (Közép-Dunántúl);
- Transdanubio Occidentale (Nyugat-Dunántúl);
- Transdanubio Meridionale (Dél-Dunántúl).

La popolazione complessiva della zona transdanubiana è di circa 3 100 000 abitanti su una superficie di circa 37000 km².